# Belyj Jar (Circondario autonomo degli Chanty-Mansi-Jugra)
Belyj Jar (in russo Белый Яр?) è un insediamento di tipo urbano della Russia siberiana occidentale situato nel distretto Surgutskij del Circondario Autonomo degli Chanty-Mansi.
Si trova a 10 km da Surgut.